# Ignaz Vitzthumb

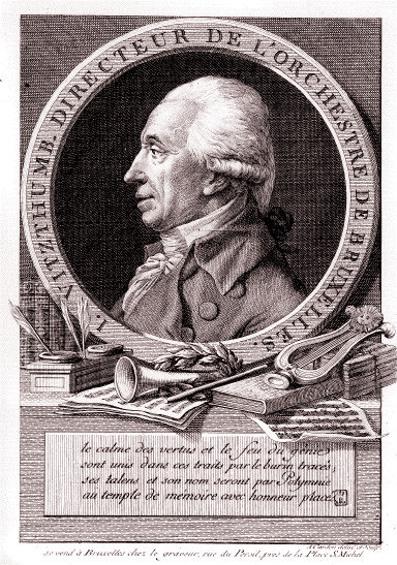
Ignaz Vitzthumb, incisione di Cardon il Vecchio (c. 1785). Brussels, Bibliothèque royale de Belgique

Ignaz Vitzthumb noto anche come Ignace Vitzthumb o semplicemente Vitzthumb (Baden bei Wien, 14 settembre 1724 – Bruxelles, 23 marzo 1816) è stato un musicista e compositore austriaco attivo nei Paesi Bassi austriaci e direttore musicale del teatro La Monnaie di Bruxelles.

## Biografia
Nato a Baden bei Wien giunse a Bruxelles nel 1735 all'età di 11 anni ed entrò nel coro di Maria Elisabetta d'Asburgo come cantante-bambino. Studiò con Jean-Joseph Fiocco, allora maestro della cappella reale di Bruxelles, divenne un percussionista di corte a sedici anni, un incarico che ricoprì per oltre 40 anni insieme ad altri ruoli. Il suo fratellastro, François-Antoine Vitzthumb, era un trombettista di corte e suo figlio Paul Vitzthumb (1761–1838) gli succedette come percussionista.
Dopo la guerra di successione austriaca, in cui aveva combattuto in un reggimento di ussari ungheresi, tornò a Bruxelles e prese parte a diverse camere di retorica e salotti letterari, dei quali c'erano versioni francofone e fiamminghe. Mostrò il suo talento come violinista, direttore d'orchestra e direttore di teatro, e fu membro del Concert bourgeois. Viene anche menzionato tra i musicisti di corte come compositore, tenore e violinista nel 1758 e nel 1759, e come compositore dal 1760 al 1775.
Dal 1761, entrò al Teatro de La Monnaie come compositore e maestro di musica e insegnò canto ai giovani attori come Angélique D'Hannetaire e Alexandre Bultos. Nel 1772, assieme al cantante Louis Compain divenne condirettore del Teatro del quale poi fu amministratore unico dal 1774 al 1777. Questo periodo è considerato uno dei più fertili della vita del Teatro de La Monnaie, e viaggiatori come Charles Burney non esitarono ad elogiare la qualità dei suoi cantanti e dell'orchestra. Ma nonostante ciò il teatro presto fallì e così Vitzthumb fu costretto ad abbandonare il suo ruolo di direttore, anche se mantenne quello di direttore d'orchestra.
Massone, fu membro della Gran Loggia Provinciale dei Paesi Bassi austriaci.
Sospeso da tutti i suoi incarichi, nel 1791, per aver preso parte all'insurrezione contro Giuseppe II, partì per Amsterdam per assumere l'incarico di maestro di musica al "Collège dramatique et lyrique". Ammalatosi gravemente, l'anno seguente tornò a Bruxelles per vivere con suo figlio Paul e vi morì nel 1816, all'età di 91 anni.

## Opere
- Pervenute
  - Céphalide ou les Autres mariages samnites, libretto del principe Charles Joseph de Ligne (1777)
  - Lamentations of Jeremiah for Holy Week (frammenti manoscritti)
  - Symphonies (frammenti manoscritti)
  - Sinfonia a più stromenti
  - Recueils d'ariettes d'opéra (1775–1786)
- Andate perse
  - La Fausse esclave (1761)
  - L'Éloge de la vertu ou le Tribut des cœurs, libretto di Louis Compain (1761)
  - Le Soldat par amour, con Pierre Van Maldere, libretto di Jean-François de Bastide (1766)
  - La Foire de village, libretto di François-Xavier Pagès (1786)